# Lake District National Park

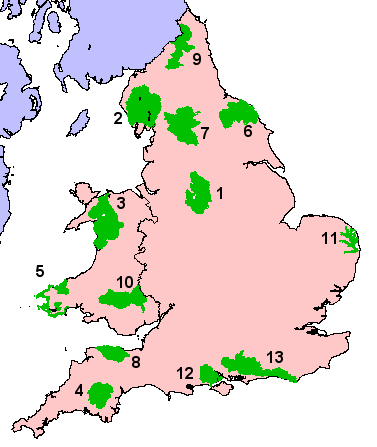
Lake District National Park (indicato col numero 2) in una mappa dei parchi nazionali in Inghilterra e Galles.

Il Lake District National Park è un parco nazionale nel nord-ovest dell'Inghilterra che comprende tutto il Lake District centrale, sebbene la città di Kendal, alcune aree costiere e le penisole dei laghi siano al di fuori del confine del parco.

## Storia
L'area venne designata parco nazionale il 9 maggio 1951 (meno di un mese dopo la prima designazione di un parco nazionale del Regno Unito, il Peak District). Ha mantenuto i suoi confini originali fino al 2016, quando è stato esteso, del 3%, in direzione dello Yorkshire Dales National Park per incorporare aree come la terra di alto valore paesaggistico nella Lune Valley.
È il parco nazionale più visitato del Regno Unito con 16,4 milioni di visitatori all'anno e più di 24 milioni di giorni-visitatore all'anno, il più grande dei tredici parchi nazionali in Inghilterra e Galles, e il secondo più grande nel Regno Unito dopo il Cairngorms National Park. Il suo scopo è proteggere il paesaggio limitando i cambiamenti indesiderati da parte dell'industria o del commercio. La maggior parte del terreno nel parco è di proprietà privata, con circa il 55% registrato come terreno agricolo. I proprietari terrieri includono:
- Singoli agricoltori e altri proprietari terrieri privati, con più della metà dei terreni agricoli coltivati dagli stessi proprietari.[3]
- Il National Trust possiede circa il 25% della superficie totale (inclusi alcuni laghi e terreni di notevole valore paesaggistico).
- La Commissione forestale e altri investitori in foreste e boschi.[4]
- United Utilities (possiede l'8%)
- Autorità del Parco Nazionale del Distretto dei Laghi (possiede il 3,9%)

L'Autorità del Parco Nazionale ha sede presso gli uffici di Kendal. Gestisce un centro visitatori a Windermere in un'ex casa di campagna chiamata Brockhole, Coniston Boating Centre e Information Centres.
Come in tutti gli altri parchi nazionali in Inghilterra, non vi è alcuna restrizione all'ingresso o al movimento all'interno del parco lungo i percorsi pubblici, ma l'accesso ai terreni coltivati è solitamente limitato a sentieri pubblici, mulattiere e strade secondarie. Gran parte del terreno incolto ha diritti di libero accesso statutari, che coprono circa il 50% del parco.
I terreni agricoli, gli insediamenti e le miniere hanno alterato lo scenario naturale e l'ecologia è stata modificata dall'influenza umana per secoli e comprende importanti habitat della fauna selvatica. Avendo fallito in un precedente tentativo di ottenere lo status di patrimonio mondiale come Patrimonio dell'umanità, a causa delle attività umane, alla fine ha avuto successo nella categoria del paesaggio culturale e ha ricevuto lo status nel 2017.